# Dijkzigt (metrostation)
Dijkzigt is een ondergronds station van de Rotterdamse metro. Het station werd geopend op 10 mei 1982 en is genoemd naar de wijk Dijkzigt waar dit station in ligt. Het nabije academisch ziekenhuis had oorspronkelijk dezelfde naam, maar heet inmiddels Erasmus MC.
Station Dijkzigt wordt bediend door de metrolijnen A, B en C. De boven de perrons gelegen stationshal telt twee uitgangen: een naar de Saftlevenstraat en een naar het Burgemeester s'Jacobplein. Op dit plein komen ook de twee liften uit.
Tussen beide uitgangen bevindt zich de Rochussenstraat. In de hal van het station, onder de Rochussenstraat, bevinden zich een kantoortje van de RET en een tweetal winkels. De kantoortjes van RET zijn in de meeste stations geplaatst zodat de stations steeds bemand zijn en dit, zeker in de avonduren, voor de reiziger een veiliger gevoel geeft.
In de nabijheid van het Erasmus MC bevindt zich het Sophia Kinderziekenhuis. Beide ziekenhuizen worden bij aankomst op het metrostation omgeroepen. Tevens ligt het station op loopafstand van de Hogeschool Rotterdam en van het Erasmiaans Gymnasium.
Tot begin 2016 werd in het station verwezen naar het nabijgelegen ziekenhuis door middel van een kunstwerk, waarin beslapen bedden te herkennen waren. Na een renovatie heeft dit plaatsgemaakt van een panoramabeeld van een aantal wereldsteden. Tevens zijn er bij deze renovatie ruiten geplaatst voor de balustrade boven de sporen.
Gedurende de jaren groeide het aantal reizigers op het perron en met name studenten van de naastgelegen Hogeschool Rotterdam zorgden voor veel drukte. Zo stonden er op piekmomenten wachtrijen voor de roltrappen en de uitgang. Medio 2016 werd daarom begonnen met het realiseren van een extra uitgang, aan de overkant van de Zimmermanweg. De werkzaamheden liepen tegelijk met het opknappen van de kruising Rochussenstraat-Zimmermanweg. Op 30 oktober 2017 werd de nieuwe uitgang feestelijk geopend. De nieuwe looproute is voorzien van glastegels, hetgeen erg veel licht geeft. Ook in deze staan net als in de andere gang poortjes.

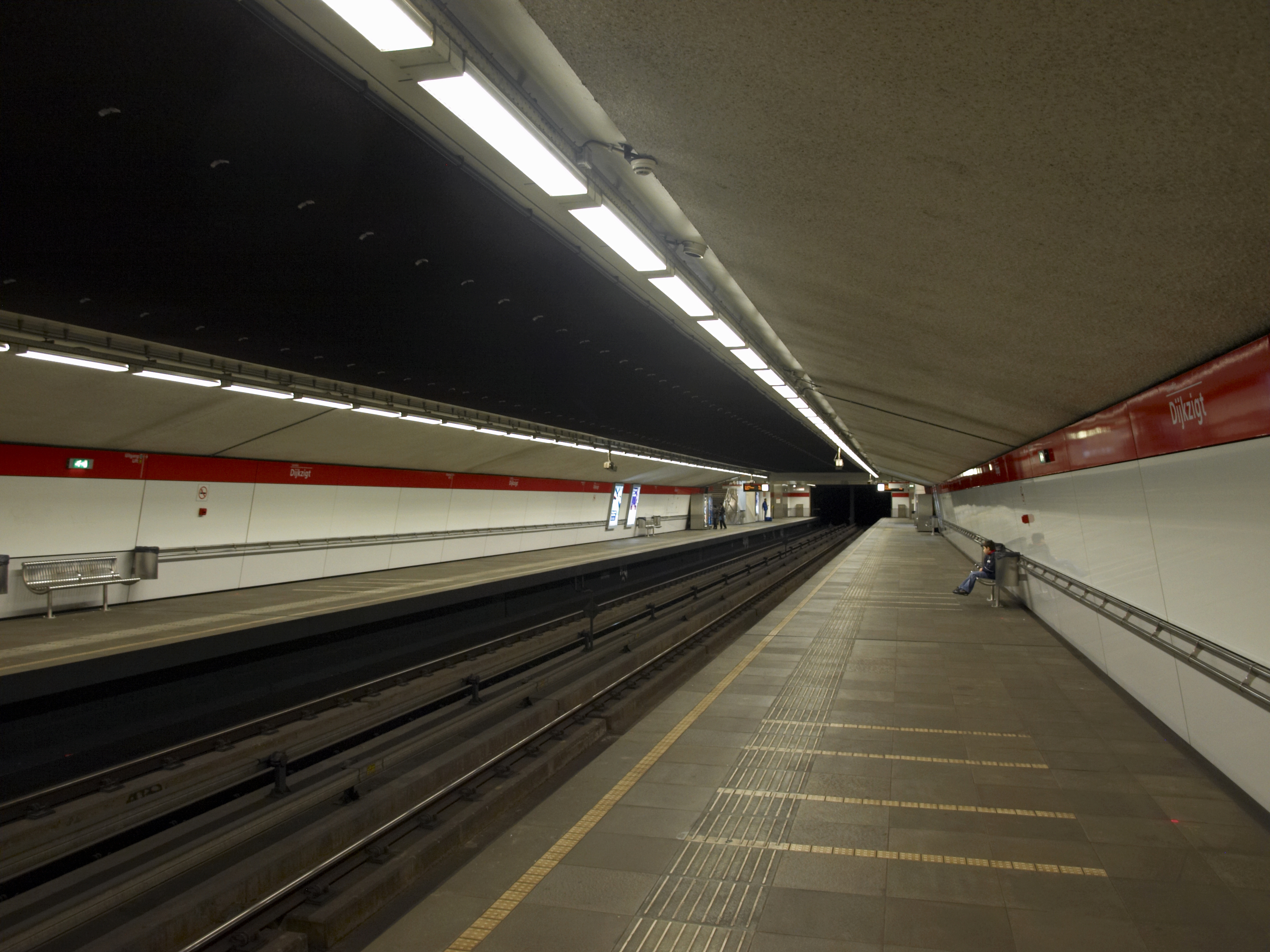
Zicht op de perrons, richting uitgang
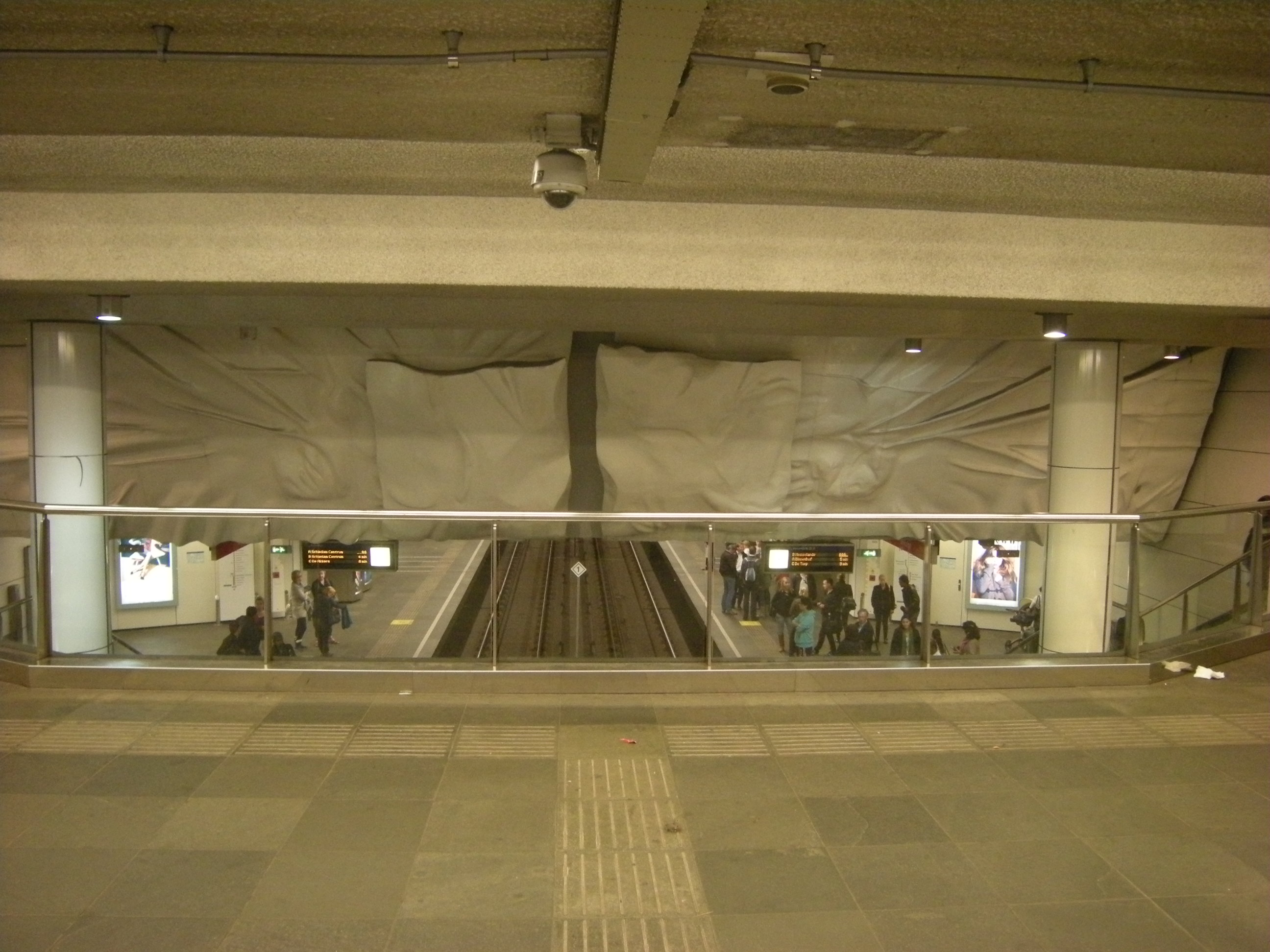
Kunstwerk in het metrostation, twee beslapen bedden (tot begin 2016)
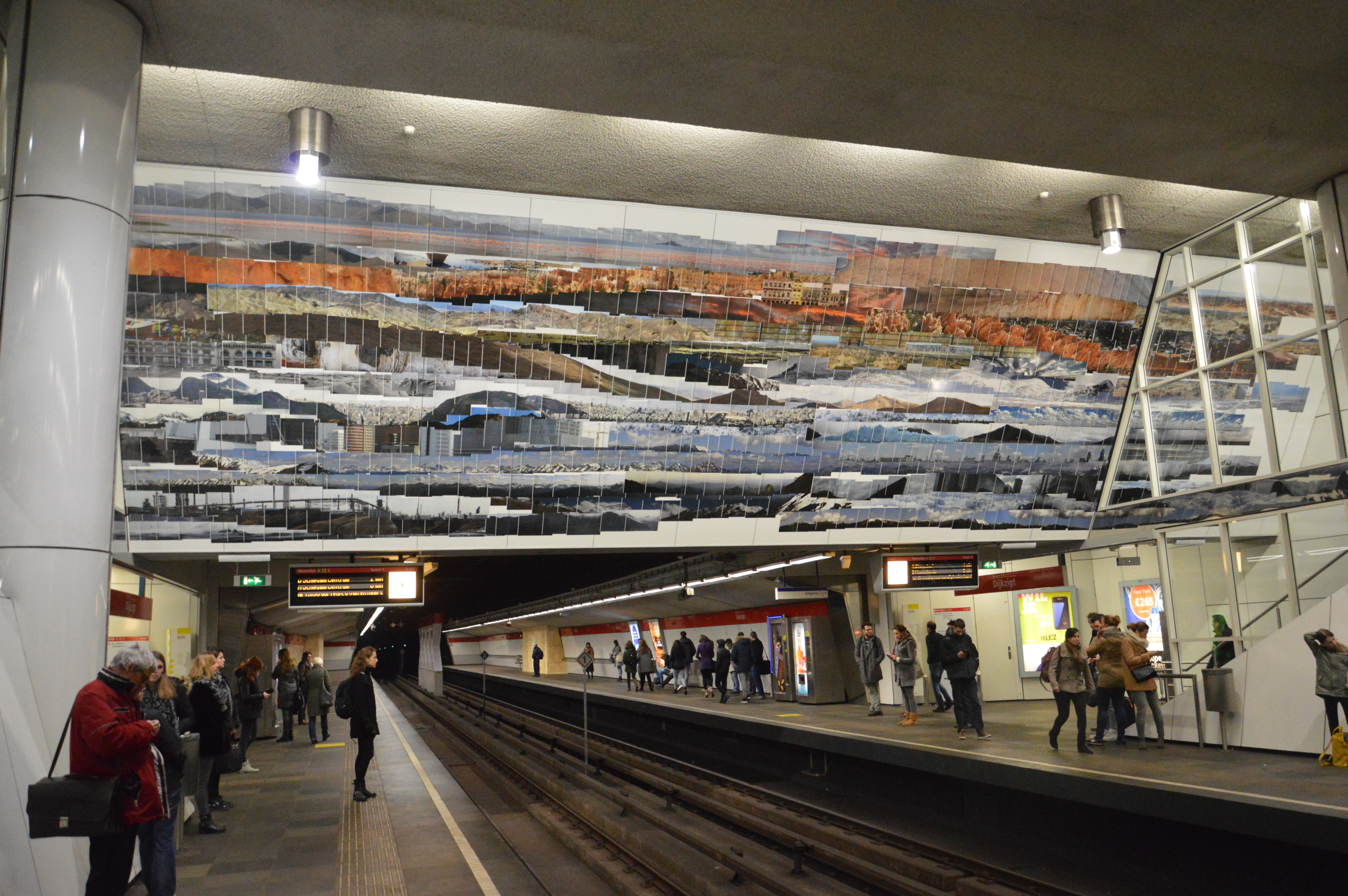
Het nieuwe kunstwerk in het metrostation.

Binnenhof · Romeynshof · Graskruid · Alexander  · Oosterflank · Prinsenlaan · Schenkel · Capelsebrug · Kralingse Zoom · Voorschoterlaan · Gerdesiaweg · Oostplein · Blaak  · Beurs · Eendrachtsplein · Dijkzigt · Coolhaven · Delfshaven · Marconiplein · Schiedam Centrum  · Schiedam Nieuwland · Vlaardingen Oost · Vlaardingen Centrum · Vlaardingen West
Nesselande · De Tochten · Ambachtsland · Nieuw Verlaat · Hesseplaats · Graskruid · Alexander  · Oosterflank · Prinsenlaan · Schenkel · Capelsebrug · Kralingse Zoom · Voorschoterlaan · Gerdesiaweg · Oostplein · Blaak  · Beurs · Eendrachtsplein · Dijkzigt · Coolhaven · Delfshaven · Marconiplein · Schiedam Centrum  · Schiedam Nieuwland · Vlaardingen Oost · Vlaardingen Centrum · Vlaardingen West · Maassluis Centrum · Maassluis West · Steendijkpolder · Hoek van Holland Haven · Hoek van Holland Strand
De Terp · Capelle Centrum · Slotlaan · Capelsebrug · Kralingse Zoom · Voorschoterlaan · Gerdesiaweg · Oostplein · Blaak  · Beurs · Eendrachtsplein · Dijkzigt · Coolhaven · Delfshaven · Marconiplein · Schiedam Centrum  · Parkweg · Troelstralaan · Vijfsluizen · Pernis · Tussenwater · Hoogvliet · Zalmplaat · Spijkenisse Centrum · Heemraadlaan · De Akkers